# Relations entre le Danemark et la Pologne
Les relations entre le Danemark et la Pologne sont des relations internationales s'exerçant entre deux États d'Europe, le Royaume du Danemark et la République de Pologne. Le Danemark a une ambassade à Varsovie et six consulats à Gdańsk, Cracovie, Łódź, Poznań, Szczecin et Wrocław. Les deux pays sont membres de l'OTAN et de l'Union européenne.

## Histoire
Les relations entre le Danemark et la Pologne remontent au Moyen Âge. La Pologne et le Danemark ont conclu des alliances en 1315 et 1350. Plus tard, au cours des guerres polono-teutoniques de 1409-1411 et de 1454-1466, le Danemark s'est temporairement rangé du côté des chevaliers teutoniques, mais les affrontements entre Danois et Polonais ont été très rares. Entre ces deux guerres, Éric de Poméranie, de la maison de Poméranie devient roi du Danemark sous le nom d'Éric VII en 1412, et règne jusqu'en 1439. Le Danemark et la Pologne étaient alliés pendant la guerre nordique de Sept Ans ; cependant, peu après la guerre, en 1571, la marine danoise a mené un raid naval sur les ports polonais de Puck et Hel lors de la bataille navale de Hel.
Les deux pays furent néanmoins de nouveau alliés lors de la première et de la deuxième guerre du Nord. Le Danemark, tout comme l'Espagne, la Turquie et l'Iran, s'est opposé au partage de la Pologne en 1795.
Les deux pays ont rétabli leurs relations diplomatiques en 1919, après que la Pologne a regagné son indépendance à la suite de la Première Guerre mondiale. Pendant la Seconde Guerre mondiale, la Pologne et le Danemark ont tous deux été envahis et occupés par l'Allemagne.